# Keppan
Keppan (jap. 血判; wörtlich: „Bluteid“) bezeichnet einen schriftlichen Vertrag zwischen einem Meister und einem Schüler, der von ihm lernen will. Diese Form von Verträgen ist bei japanischen Kampfkunstschulen üblich. Er wird mit dem Blut des Schülers unterschrieben. In ihm steht, dass der Schüler die Geheimnisse seiner Schule (Ryū) nicht an Außenstehende verraten darf.